# Nothobranchius patrizii
Nothobranchius patrizii là một loài cá thuộc họ Aplocheilidae. Nó là loài đặc hữu của Kenya, Somalia, and East Africa. Môi trường sống tự nhiên của chúng là đầm lầy nước ngọt. The males are usually around 5.5 cm. while females are only 4 cm. The females lay their eggs on bottom peat.